# Bouvigny-Boyeffles
Pour l’article ayant un titre homophone, voir Bouvignies.
Bouvigny-Boyeffles est une commune française située dans le département du Pas-de-Calais en région Hauts-de-France. Ses habitants sont appelés les Bovéniens. La commune est membre de la communauté d'agglomération de Lens-Liévin.
La commune de Bouvigny-Boyeffles (nom officiel depuis 1801), traversée par le Surgeon, située dans le sud-est du département du Pas-de-Calais à 11 km, à vol d'oiseau, à l'ouest de la commune de Lens, est une commune du bassin minier du Nord-Pas-de-Calais. C'est une commune de type ceinture urbaine, appartenant à l'unité urbaine de Béthune, avec une population de 2 385 habitants au dernier recensement de 2022. 
L'histoire de la commune est étroitement liée à l'exploitation du charbon. Depuis 2012, la valeur universelle et historique du bassin minier du Nord-Pas-de-Calais est reconnue et inscrite sur la liste du patrimoine mondial de l’UNESCO, parmi les 353 sites du bassin minier inscrits au patrimoine mondial de l’UNESCO, un site se trouve dans la commune.
Cette commune est connue pour le mât de l'un des plus puissants émetteurs de radio-diffusion installés en France, d'une hauteur de 307 m, installé à 193 m.
À la suite de la Première Guerre mondiale, la commune est décorée de la croix de guerre 1914-1918.

## Géographie

### Localisation
Localisée dans le sud-est du département du Pas-de-Calais, Bouvigny-Boyeffles se situe, à vol d'oiseau, à 7,4 kilomètres à l'ouest de Liévin, 10,9 kilomètres à l'ouest de Lens (chef-lieu d'arrondissement), à 11,6 kilomètres au sud de Béthune, à 16,3 kilomètres au nord-ouest d'Arras et à proximité de l'autoroute A 26 qui passe au nord-est.
Le territoire de la commune est limitrophe de ceux de six communes.
Les communes limitrophes sont Sains-en-Gohelle, Servins, Ablain-Saint-Nazaire, Aix-Noulette, Gouy-Servins et Hersin-Coupigny.

### Géologie et relief
La superficie de la commune est de 9,07 km2.
Le relief, correspondant aux dernières collines de l'Artois au nord, varie de 68 mètres au nord-est, vers le « plat pays » des Flandres, à 192 mètres au sud, au-delà d'un coteau boisé et abrupt haut d'environ 70 mètres. Au-delà de cette crête, le relief redescend plus doucement. Non loin au sud-est, en continuité de cette crête, se trouve la colline Notre-Dame-de-Lorette, sur le territoire de la commune d'Ablain-Saint-Nazaire, tristement célèbre pour les batailles qui s'y sont déroulées durant la Première Guerre mondiale. Le village de Bouvigny se trouve à une altitude d'environ 120 mètres, celui de Boyeffles autour de 100 mètres.
Cette côte de Vimy correspond à une faille (la faille de Marqueffles) qui a abaissé les terrains crayeux du nord par rapport à des terrains de même nature au sud. Les terrains, sensibles à l'érosion, ont donc connu cette perturbation récemment (à l'échelle des temps géologiques).

### Hydrographie
Le territoire de la commune est situé dans le bassin Artois-Picardie.
Il est traversé par deux cours d'eau :
- le Surgeon est une rivière d'une longueur de 14 km qui a trois sources dont deux dans la commune, l'une est au hameau de Marqueffles et l'autre près de la villa d'Uzon, la troisième se trouve dans les étangs d'Aix-Noulette. Il coule vers le nord où il rejoint le Canal d'Aire à La Bassée au niveau de la commune de Cuinchy[6] ;
- le fossé des quatre Hallots, d'une longueur de 3 km, qui prend sa source dans la commune, se jette dans le Surgeon au niveau de la commune de Bully-les-Mines[7].

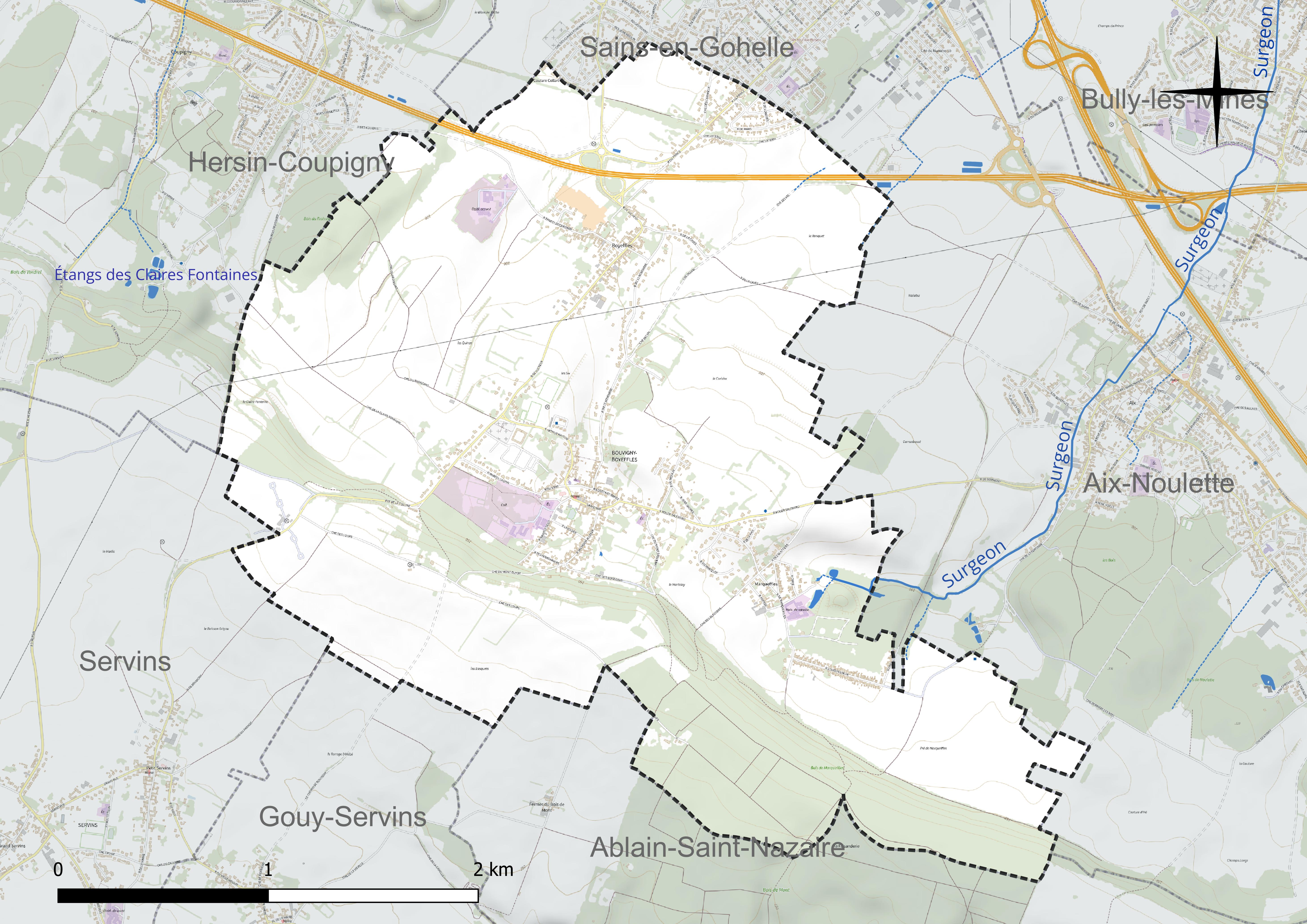
Réseau hydrographique de Bouvigny-Boyeffles.

### Climat
Pour des articles plus généraux, voir Climat des Hauts-de-France et Climat du Pas-de-Calais.
En 2010, le climat de la commune est de type climat océanique altéré, selon une étude du CNRS s'appuyant sur une série de données couvrant la période 1971-2000. En 2020, Météo-France publie une typologie des climats de la France métropolitaine dans laquelle la commune est exposée à un climat océanique et est dans une zone de transition entre les régions climatiques « Nord-est du bassin Parisien » et « Côtes de la Manche orientale ».
Pour la période 1971-2000, la température annuelle moyenne est de 9,9 °C, avec une amplitude thermique annuelle de 14 °C. Le cumul annuel moyen de précipitations est de 879 mm, avec 13,1 jours de précipitations en janvier et 8,4 jours en juillet. Pour la période 1991-2020, la température moyenne annuelle observée sur la station météorologique la plus proche, située sur la commune de Lillers à 21 km à vol d'oiseau, est de 11,1 °C et le cumul annuel moyen de précipitations est de 731,5 mm,. Pour l'avenir, les paramètres climatiques de la commune estimés pour 2050 selon différents scénarios d'émission de gaz à effet de serre sont consultables sur un site dédié publié par Météo-France en novembre 2022.

### Milieux naturels et biodiversité
La zone naturelle d'Ablain-St-Nazaire à Bouvigny est un espace remarquable préservé. Du fait de sa position sur le bord des collines de l'Artois, le dénivelé brutal de la cuesta a permis de conserver des zones boisées et cet espace n'a pas subi l'industrialisation de l'ancien bassin minier.

#### Zones naturelles d'intérêt écologique, faunistique et floristique
L’inventaire des zones naturelles d'intérêt écologique, faunistique et floristique (ZNIEFF) a pour objectif de réaliser une couverture des zones les plus intéressantes sur le plan écologique, essentiellement dans la perspective d’améliorer la connaissance du patrimoine naturel national et de fournir aux différents décideurs un outil d’aide à la prise en compte de l’environnement dans l’aménagement du territoire.
Une partie importante de la commune est classée zone naturelle d'intérêt écologique, faunistique et floristique : le coteau d'Ablain-St-Nazaire à Bouvigny-Boyeffles et bois de la Haie, ZNIEFF de type 1, no 100),. Cet espace est en effet une zone d'intérêt remarquable caractérisée par la présence d'espèces animales et végétales rares : on peut y voir, en mai, des orchidées sur les coteaux calcaires. La ZNIEFF s'étend sur 1 410 ha, sur plusieurs communes,.

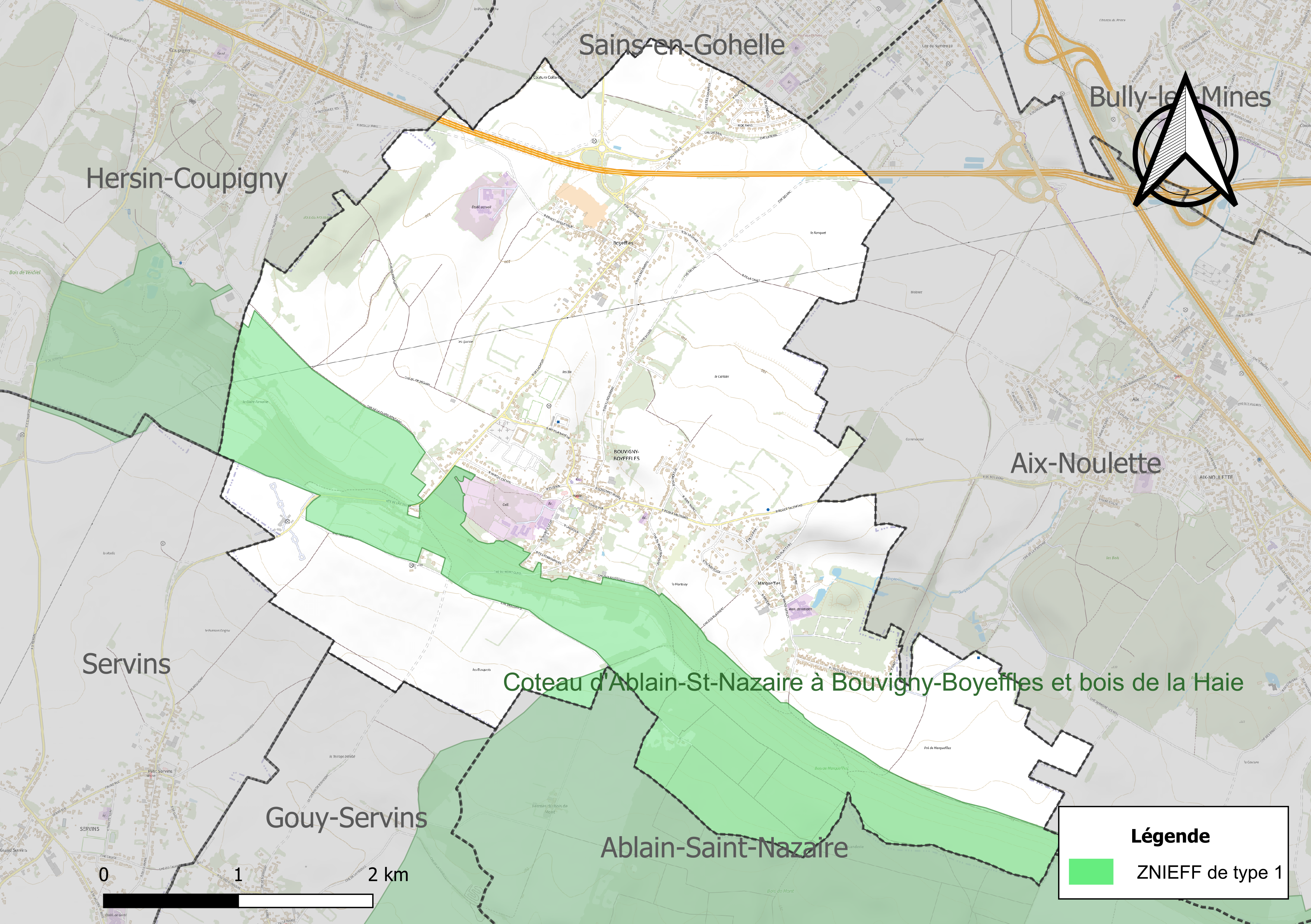
Carte de la ZNIEFF sur la commune.

## Urbanisme

### Typologie
Au 1er janvier 2024, Bouvigny-Boyeffles est catégorisée ceinture urbaine, selon la nouvelle grille communale de densité à sept niveaux définie par l'Insee en 2022.
Elle appartient à l'unité urbaine de Béthune, une agglomération inter-départementale regroupant 94  communes, dont elle est une commune de la banlieue,,. Par ailleurs la commune fait partie de l'aire d'attraction de Lens - Liévin, dont elle est une commune de la couronne,. Cette aire, qui regroupe 50 communes, est catégorisée dans les aires de 200 000 à moins de 700 000 habitants,.

### Occupation des sols
L'occupation des sols de la commune, telle qu'elle ressort de la base de données européenne d’occupation biophysique des sols Corine Land Cover (CLC), est marquée par l'importance des territoires agricoles (68,3 % en 2018), une proportion sensiblement équivalente à celle de 1990 (68,4 %). La répartition détaillée en 2018 est la suivante : 
terres arables (58,5 %), forêts (18,8 %), zones urbanisées (12,9 %), prairies (9,1 %), zones agricoles hétérogènes (0,7 %). L'évolution de l’occupation des sols de la commune et de ses infrastructures peut être observée sur les différentes représentations cartographiques du territoire : la carte de Cassini (XVIIIe siècle), la carte d'état-major (1820-1866) et les cartes ou photos aériennes de l'IGN pour la période actuelle (1950 à aujourd'hui).

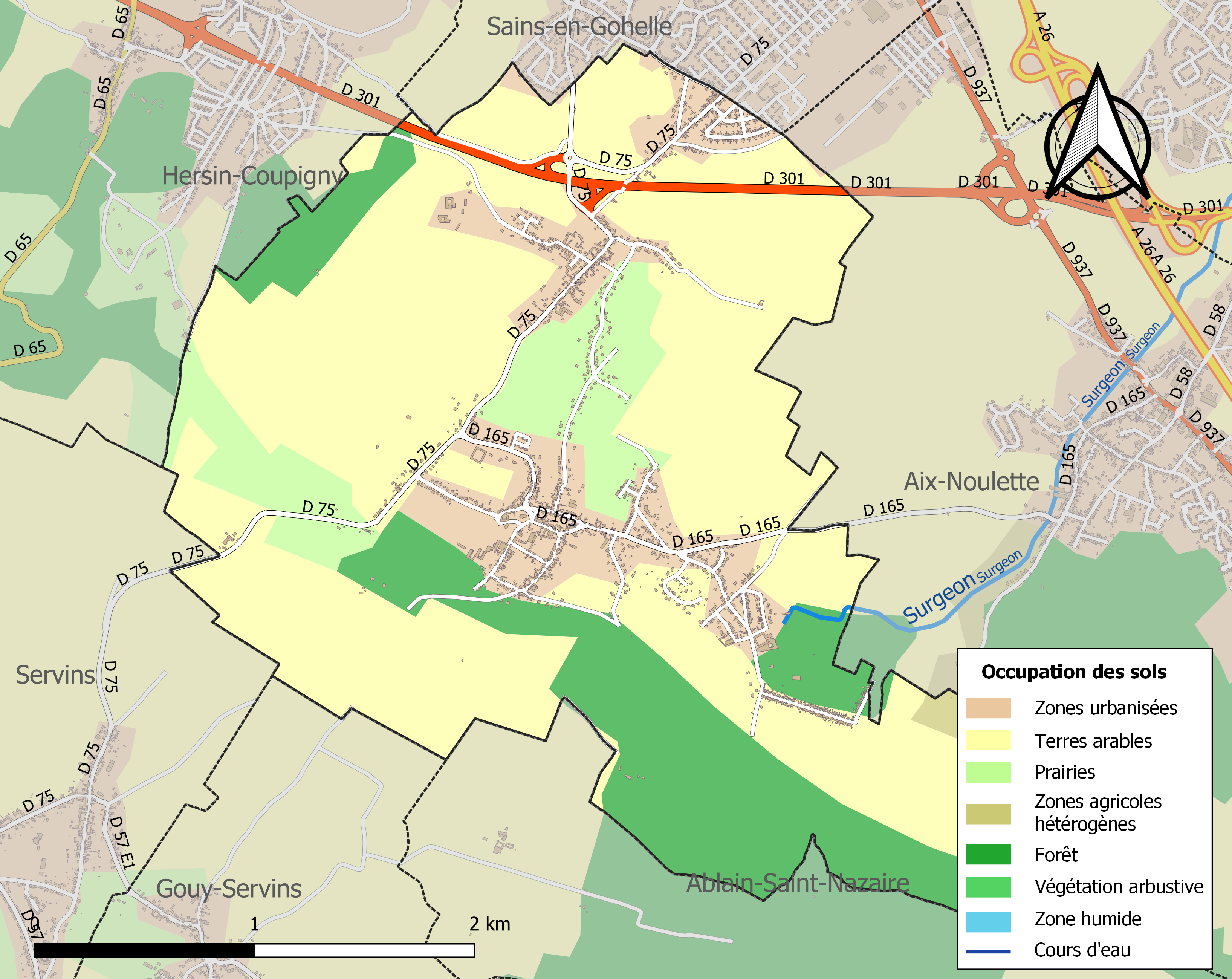
Carte des infrastructures et de l'occupation des sols de la commune en 2018 (CLC).

### Morphologie urbaine
Bouvigny-Boyeffles est composée de quatre parties : le Bourg, Boyeffles, Marqueffles, la cité de la Gare.
Le bourg est le centre historique et conserve les vieilles maisons de familles bovéniennes. Les constructions anciennes de Boyeffles ont été détruites et remplacées par des maisons modernes. Marqueffles était la partie rurale jusqu'à l'ouverture des mines de Gouy-Servins. Enfin, la cité de la Gare est la partie de Bouvigny-Boyeffles qui s'est le plus développée avec l'ouverture de la fosse 10 de la compagnie des Mines de Béthune.

### Logements
En 2008, on dénombre à Bouvigny-Boyeffles 930 logements dont 892 résidences principales soit 95,9 % de l'ensemble des logements. Il n'y a qu'un seul logement occasionnel ou résidence secondaire. Le nombre de logements vacants s'élève à 34 soit 3,7 %. Sur l'ensemble de ces logements, on dénombre 927 logements individuels soit 99,7 % et 2 logements dans un immeuble collectif soit 0,3 %.

### Projets d'aménagement
De façon à éviter que ne se répète l'épisode douloureux de la démolition de la chapelle de Marqueffles pour cause de manque de financement pour la remettre en état, et compte tenu de l'état avancé de dégradation de l'église, les travaux de réfection de cette église ont été décidés mi-2010 après la mobilisation de l'association « Sauvons notre église ».

### Voies de communication et transports

#### Voies de communication
Juste au nord-ouest de la commune se trouve l'accès au péage de l'autoroute A26 Calais - Troyes et la jonction avec l'autoroute A21 ou « rocade minière ».
Différentes départementales irriguent la commune : la D 301 à Boyeffles, la D 165 à Bouvigny, la D 75 entre les deux.

#### Transports en commun
La commune de Bouvigny-Boyeffles est desservie par une ligne de « bus à la demande » du réseau Tadao, qui couvre un territoire de 750 km2 peuplé de plus de 610 000 habitants, incluant les agglomérations de Lens et Béthune et s'étendant de Leforest à l'est jusque Cauchy-à-la-Tour à l'ouest. Le réseau, exploité par la société Keolis, transporte plus de 15 millions de voyageurs chaque année.
La commune se trouve à 9 km de la gare de Bully - Grenay, située sur la ligne d'Arras à Dunkerque-Locale, desservie par des trains régionaux du réseau TER Hauts-de-France.
La commune se trouvait sur l'ancienne ligne de Bully - Grenay à Brias et disposait de la gare de Sains - Bouvigny.

### Risques naturels et technologiques
La commune est soumise à des risques d’inondation et de mouvements de terrain, avec de nombreux arrêtés de catastrophes naturelles (7 en 10 ans). Un PPR (plan de prévention des risques) Inondation a été réalisé sur le territoire. Le risque sismique est faible sur l'ensemble du territoire communal (zone 2 sur 5 du zonage mis en place en mai 2011), comme dans la majorité du Pas-de-Calais.

## Toponymie

### Bouvigny
Le nom de la localité est attesté sous les formes Bovenias (1033), Bovenniaœ (1109), Bouvennies (1185), Boveniœ et Bovenies (XIIe siècle), Boveignies (1225), Bouvegnies (1261), Bowinies (1305), Bouvingnies (1347), Bouvegnies (XIVe siècle), Bouvynies et Boieffles (1430), Bouvignies (XVIe siècle), Bovaigne-en-Gohelle (1640), Bovuigny (1768), Bouvignies-en-Gohelle (XVIIIe siècle), Bouvigny (1789), Bouvigny (1793).
Le nom de Bouvigny viendrait du flamand bowing (terre cultivée), du latin bovis (« bovin »), à l'origine du nom d'homme germanique Bovo avec le suffixe familial –ing ou du latin bovaria, « étable à bœufs » puis « petite ferme ».[réf. nécessaire]

### Boyeffles
Le nom de la localité est attesté sous les formes Boefe (1219), Boeffe (1297), Boefle (1329), Boeffle (1331), Boyeffle (1425), Boueffles (1489), Boieffe (1507), Boeffles (1515), Boiffles (1597).
Le nom de Boyeffles viendrait du nom d'une personne germanique Baldulfis ou Baudulfus.

### Bouvigny-Boyeffles
Bouvigny absorbe Boyeffles entre 1790 et 1794. La commune porte ensuite le nom de Bovignies et Bouvigny-Boyeffles depuis 1801.

## Histoire
L'homme de Néandertal occupe la région, à proximité d'Arras, il y a 200 000 ans. À partir de - 10 000 ans, l'occupation humaine autour de Béthune est attestée par différentes découvertes. À l'âge du fer, il y aurait eu des structures gallo-romaines à Bouvigny - Boyeffles ; des traces d'un temple et de ses annexes, plus récent, datant des premiers siècles apr. J.-C., ont également été trouvées.

### Du Moyen Âge à l'époque moderne
En 1033, Bouvigny appartient en partie à l'abbaye Saint-Vaast d'Arras. Arras rayonne dans toute l'Europe aux XIe et XIIe siècles. En 1167, André de Paris, évêque d'Arras, y installe des bénédictins de l'abbaye de Nogent-sous-Coucy. On note au XIIe siècle l'arrivée des religieuses de l'abbaye de Notre-Dame-de-la-Brayelle à Annay. Les restes du cloître, vestige des temps anciens, ont disparu lors de la construction de la mine de Marqueffles au début du XXe siècle. En 1523, Charles Quint donne la part de dîme aux religieuses de l'abbaye des Dames d'Étrun. Bouvigny dépendait alors de la pairie d'Aix, tenue par l'illustre et royal lignage de la maison de Bourbon-Carency. Le seigneur de Bouvigny a justice vicomtière avec bailli, lieutenant et sergent.
La région se développe grâce à la richesse de ses terres agricoles. De nombreuses familles illustres se succèdent sur les terres de Bouvigny jusqu'à la Révolution. En 1789, Bouvigny fait partie du bailliage de Lens et suit la coutume d'Artois.
Quant à la terre de Boyeffles, elle appartient initialement aux seigneurs de Lens. Après avoir pris possession du fief de Willerval, les seigneurs de Boyeffles prennent le titre de seigneurs de Bouvigny. En 1507, la coutume de Boyeffles est rédigée, la terre est alors possession du châtelain de Lens et le seigneur y a justice vicomtière.
En 1366, à la suite d'accord entre l'abbaye de Nogent-sous-Coucy et l'abbaye de Notre-Dame-de la-Brayelle à Annay, les religieuses installent un prieuré et une ferme à Marqueffles. Sous la Révolution en 1789, le couvent fut fermé après que la dernière abbesse fut guillotinée le 25 juin 1794.
Le 2 août 1723, naît Ange François Le Bas qui sera le père de seize enfants dont le conventionnel Philippe-François-Joseph Le Bas.

### Époque contemporaine

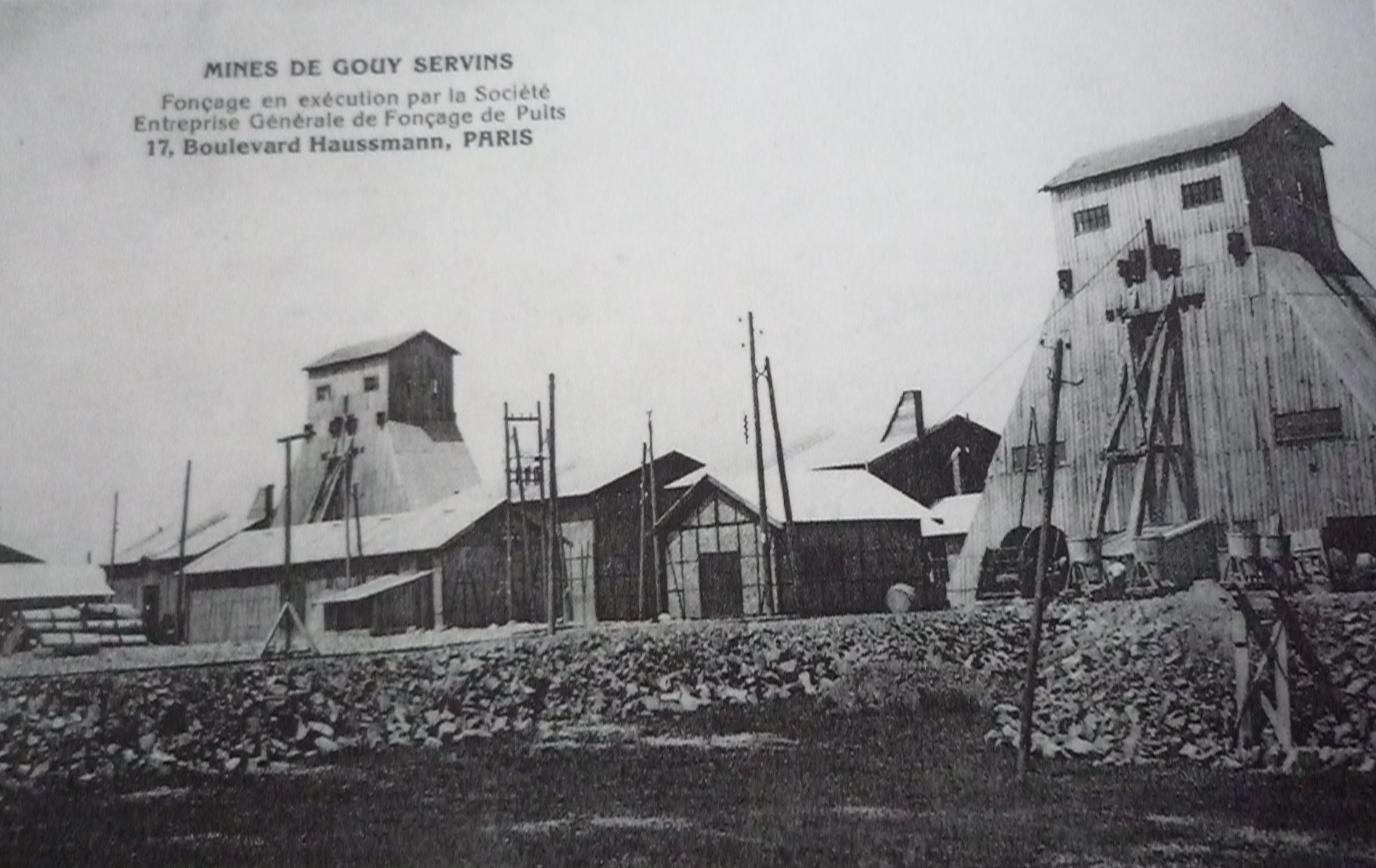
Les deux puits en cours de fonçage en 1910.

La zone rouge au niveau de l'Artois.

Début 1911, la fosse no 10 des mines de Nœux est créée pour permettre le prolongement du siège no 2 des mines de Nœux. Les travaux se poursuivent et le 4 mars 1914, on démarre le creusement du puits no 10bis. Les travaux s'arrêtent à cause de la guerre, le puits sera ensuite utilisé comme puits d'aération.
La ferme de l'ancienne abbaye de Marqueffles devient en 1908, le siège de la Compagnie des mines de Gouy-Servins et Fresnicourt Réunis. En 1910, deux puits sont créés qui, avec plus de 1 000 mètres chacun, sont parmi les plus profonds du bassin minier. La fosse est prête pour l'exploitation au moment où la guerre est déclarée. En 1930, on arrête d'exploiter le charbon, la profondeur devenant trop importante et les boyaux étant constamment inondés par les eaux du Surgeon. La ferme est achetée en 1940 par les pères polonais de l'Ordre des Oblats de Marie-Immaculée qui la transforment en établissement scolaire. Puis, la ferme est revendue en 1955 aux sœurs de la charité de Roubaix qui en font une maison de colonies de vacances et de retraites. Enfin, en 1976, la ferme est transformée en maison de retraite, aujourd'hui l'établissement d'hébergement pour personnes âgées dépendantes, « Le Bon Accueil ».
La Première Guerre mondiale entraîne la destruction de près de la moitié de la ville voisine de Béthune et des trois quarts de celle d'Arras. Dans les arrondissements d'Arras et Béthune, 150 000 ha de terres sont stérilisés. Bouvigny-Boyeffles en témoigne : sur le bois du Mont où l'on distingue encore les chemins des tranchées, plus aucun arbre ne s'élève dans la « zone rouge ». Il reste des blockhaus au chemin des loups entre Bouvigny et Gouy. Des inscriptions laissées par les soldats sont éparpillées dans le village sur les murs en pierre blanche qui n'ont pas été rénovés, ainsi qu'au presbytère côté jardin.
La commune est décorée de la croix de guerre 1914-1918 par décret du 23 septembre 1920, distinction également attribuée à 276 autres communes du Pas-de-Calais.

## Politique et administration

### Découpage territorial
La commune de Bouvigny-Boyeffles se situe dans le département du Pas-de-Calais et fait partie de la région Hauts-de-France. Elle appartient à l'arrondissement de Béthune de 1801 à 1961 puis à l'arrondissement de Lens depuis 1962.

#### Commune et intercommunalités
La commune est membre de la communauté d'agglomération de Lens-Liévin.

#### Circonscriptions administratives
La commune est rattachée au canton de Houdain de 1801 à 1961, au canton de Liévin-Nord jusqu'en 1991, puis au canton de Sains-en-Gohelle et depuis 2015 au canton de Bully-les-Mines.

#### Circonscriptions électorales
Pour l'élection des députés, la commune fait partie de la dixième circonscription du Pas-de-Calais.

### Élections municipales et communautaires
Compte tenu du nombre d'habitants, le nombre de membres du conseil municipal est de 19.

#### Liste des maires
| Période                                  | Période                      | Identité                    | Étiquette | Qualité                                                                           |
| ---------------------------------------- | ---------------------------- | --------------------------- | --------- | --------------------------------------------------------------------------------- |
| Maire en septembre 1906                  | ?                            | Constant Mahée              |           |                                                                                   |
| Les données manquantes sont à compléter. |                              |                             |           |                                                                                   |
| 1929                                     | 1934                         | Maurice Gouy                |           | Boulanger                                                                         |
| Maire en septembre 1939                  | ?                            | E. Kaiser                   |           |                                                                                   |
| Les données manquantes sont à compléter. |                              |                             |           |                                                                                   |
| 1945                                     | 1985                         | Marcel Lherbier (1911-2003) | PCF       |                                                                                   |
| 1985[réf. nécessaire]                    | 1997                         | Louis Lamote (1920-2016)    | PCF       | Psychotechnicien                                                                  |
| 1997                                     | En cours (au 3 février 2022) | Maurice Viseux              | PCF       | Agent de maîtrise Réélu pour le mandat 2014-2020, Réélu pour le mandat 2020-2026, |

### Autres élections
Au premier tour de l'élection présidentielle de 2002 Jean-Marie Le Pen, avec 19,48 % des suffrages, devançait Jacques Chirac (16,68 %) et Lionel Jospin (14,49 %). Au second tour, le résultat a été de 77,07 % pour Jacques Chirac (RPR), 22,93 % pour Jean-Marie Le Pen (FN), avec 80,49 % de participation.
À l'élection présidentielle de 2007 50,50 % des suffrages sont allés à Nicolas Sarkozy et 49,50 % à Ségolène Royal, contre respectivement 53,06 % et 46,94 % au niveau national, avec un taux de participation de 82,63 %. Au premier tour Nicolas Sarkozy obtenait 26,04 % des suffrages, Ségolène Royal 19,88 % et Jean-Marie Le Pen 17,77 %. François Bayrou (14,72 %), Olivier Besancenot (7,04 %) et Marie-George Buffet (5,04 %) étaient les seuls autres candidats à dépasser 5 %.
Aux élections régionales françaises de 2010 la liste conduite par Daniel Percheron (Union de la Gauche) arrivait en tête au second tour avec 49,54 % des suffrages, contre 27,24 % à Marine Le Pen (Front National), et 23,22 % à la liste de la majorité présidentielle conduite par Valérie Létard.

### Jumelages
Au 27 septembre 2011, Bouvigny-Boyeffles n'est jumelée avec aucune ville.

## Équipements et services publics

### Enseignement
Bouvigny-Boyeffles est située dans l'académie de Lille.
La ville administre une école maternelle et une école élémentaire communales.
Les Bovéniens disposent également d'établissements privés : l'école et le collège Saint-François qui regroupe 940 élèves en 2011.

### Santé
Un institut médico-éducatif est installé à Bouvigny-Boyeffles ainsi qu'une maison de retraite (de statut établissement d'hébergement pour personnes âgées dépendantes), « La Vie Active », à Marqueffles.
Le centre hospitalier le plus proche est situé à Béthune.

### Justice, sécurité, secours et défense
La commune dépend du tribunal de proximité de Lens, du conseil de prud'hommes de Lens, du tribunal judiciaire de Béthune, de la cour d'appel de Douai, du tribunal de commerce d'Arras, du tribunal administratif de Lille, de la cour administrative d'appel de Douai et du tribunal pour enfants de Béthune.

## Population et société

### Démographie
Les habitants de la commune sont appelés les Bovéniens et leur nom j'té : « Les saqueux d'cordelettes » ou « Les pêqueux d'fromache »,.

#### Évolution démographique
L'évolution du nombre d'habitants est connue à travers les recensements de la population effectués dans la commune depuis 1793. Pour les communes de moins de 10 000 habitants, une enquête de recensement portant sur toute la population est réalisée tous les cinq ans, les populations de référence des années intermédiaires étant quant à elles estimées par interpolation ou extrapolation. Pour la commune, le premier recensement exhaustif entrant dans le cadre du nouveau dispositif a été réalisé en 2008.

En 2022, la commune comptait 2 385 habitants, en évolution de −1,77 % par rapport à 2016 (Pas-de-Calais : −0,72 %, France hors Mayotte : +2,11 %).
| 1793 | 1800 | 1806 | 1821 | 1831 | 1836 | 1841 | 1846 | 1851 |
| ---- | ---- | ---- | ---- | ---- | ---- | ---- | ---- | ---- |
| 612  | 585  | 673  | 609  | 656  | 697  | 685  | 661  | 655  |

| 1856 | 1861 | 1866 | 1872 | 1876 | 1881 | 1886 | 1891 | 1896 |
| ---- | ---- | ---- | ---- | ---- | ---- | ---- | ---- | ---- |
| 660  | 706  | 745  | 719  | 724  | 712  | 703  | 716  | 769  |

| 1901 | 1906 | 1911  | 1921  | 1926  | 1931  | 1936  | 1946  | 1954  |
| ---- | ---- | ----- | ----- | ----- | ----- | ----- | ----- | ----- |
| 875  | 958  | 1 156 | 1 150 | 1 846 | 2 096 | 1 383 | 2 005 | 2 126 |

| 1962  | 1968  | 1975  | 1982  | 1990  | 1999  | 2006  | 2008  | 2013  |
| ----- | ----- | ----- | ----- | ----- | ----- | ----- | ----- | ----- |
| 1 985 | 1 927 | 2 049 | 2 216 | 2 317 | 2 439 | 2 450 | 2 448 | 2 442 |

| 2018  | 2022  | - | - | - | - | - | - | - |
| ----- | ----- | - | - | - | - | - | - | - |
| 2 379 | 2 385 | - | - | - | - | - | - | - |

En 2008, on ne dénombrait que 26 immigrés, soit 1,1 % ; ce pourcentage est faible en regard du pourcentage de 8,4 au niveau national.

#### Pyramide des âges
En 2018, le taux de personnes d'un âge inférieur à 30 ans s'élève à 31,7 %, soit en dessous de la moyenne départementale (36,7 %). À l'inverse, le taux de personnes d'âge supérieur à 60 ans est de 27,7 % la même année, alors qu'il est de 24,9 % au niveau départemental.
En 2018, la commune comptait 1 149 hommes pour 1 230 femmes, soit un taux de 51,7 % de femmes, légèrement supérieur au taux départemental (51,5 %).
Les pyramides des âges de la commune et du département s'établissent comme suit.
| Hommes | Classe d’âge | Femmes |
| ------ | ------------ | ------ |
| 0,7    | 90 ou +      | 2,7    |
| 4,9    | 75-89 ans    | 9,1    |
| 18,5   | 60-74 ans    | 19,3   |
| 24,4   | 45-59 ans    | 22,9   |
| 17,4   | 30-44 ans    | 16,7   |
| 15,6   | 15-29 ans    | 13,7   |
| 18,6   | 0-14 ans     | 15,7   |

| Hommes | Classe d’âge | Femmes |
| ------ | ------------ | ------ |
| 0,5    | 90 ou +      | 1,6    |
| 5,6    | 75-89 ans    | 8,9    |
| 16,7   | 60-74 ans    | 18,1   |
| 20,2   | 45-59 ans    | 19,2   |
| 18,9   | 30-44 ans    | 18,1   |
| 18,2   | 15-29 ans    | 16,2   |
| 19,9   | 0-14 ans     | 17,9   |

### Manifestations culturelles et festivités
Comme de nombreuses villes de la région Nord - Pas-de-Calais, Bouvigny-Boyeffles organise chaque année des ducasses : dans le quartier de la gare en avril, et dans le quartier du centre en juillet et en novembre. Par ailleurs, le comité des fêtes de Bouvigny-Boyeffles organise chaque année en décembre un marché de Noël.

### Sports et loisirs
Depuis 2007, le « haras de Bouvigny » propose un enseignement de disciplines sportives et d'activités de loisirs. Les Bovéniens disposent également d'un club de football et d'un club de tennis.
Le GR 145, qui rejoint le GR 127 au niveau de la commune de Rebreuve-Ranchicourt, à l'ouest de la commune, jusqu'à la commune de Marœuil, à l'est de la commune, traverse la commune de Bouvigny-Boyeffles d'est en ouest.

### Cultes
Les habitants de Bouvigny-Boyeffles disposent d'un lieu de culte catholique : l'église Saint-Martin de la paroisse Saint-Pierre et Saint-Martin en Artois du doyenné de Béthune-Bray, au sein du diocèse d'Arras.

### Média
L'association bovénienne « Bleu Blanc Vert », créée le 8 mai 2008, publie le journal Les saqueux d'cordelettes.
Le quotidien régional La Voix du Nord publie une édition locale pour Lens-Liévin.
La ville est couverte par les programmes de France 3 Nord-Pas-de-Calais et les chaînes nationales de la TNT. Elle reçoit également la chaîne régionale Wéo émise depuis l'émetteur de la commune.

## Économie

### Revenus de la population et fiscalité
En 2008, le revenu fiscal médian par ménage était de 18 633 €, ce qui plaçait Bouvigny-Boyeffles au 10 216e rang  parmi les 31 604 communes de plus de 50 ménages en métropole.

### Emploi
En 2008, la population active totale de la commune s'élève à 364 personnes.
La répartition en fonction du secteur d'activité est assez différente de la répartition au niveau national, compte tenu d'une très forte proportion de la population travaillant dans les secteurs de l'administration publique et assimilés.
Répartition des emplois par secteur d'activité économique
|                              | Agriculture | Industrie | Construction | Commerces, transports et services | Administration publique, enseignement, santé, action sociale |
| ---------------------------- | ----------- | --------- | ------------ | --------------------------------- | ------------------------------------------------------------ |
| Bouvigny-Boyeffles           | 1,1 %       | 4,9 %     | 3,3 %        | 15,0 %                            | 75,7 %                                                       |
| Moyenne nationale            | 3,0 %       | 14,2 %    | 6,9 %        | 45,2 %                            | 30,7 %                                                       |
| Sources des données : Insee, |             |           |              |                                   |                                                              |

.
En 2008, la population active parmi les Bovéniens s'élève à 1 129 personnes dont 87 chômeurs, soit un taux de chômage de 7,7 %, nettement inférieur au taux national de 11,6 %.

### Entreprises et commerces
La commune disposait depuis 1974 d'une entreprise de confection textile, mise en liquidation judiciaire le 1er octobre 2011. Au 13 octobre 2011, le registre de commerce comptabilise 157 établissements commerciaux domiciliés à Bouvigny-Boyeffles.

## Culture locale et patrimoine

### Lieux et monuments

#### Patrimoine mondial
Depuis le 30 juin 2012, la valeur universelle et historique du bassin minier du Nord-Pas-de-Calais est reconnue et inscrite sur la liste du patrimoine mondial de l’UNESCO. Parmi les 353 sites, répartis sur 109 lieux inclus dans le périmètre du bassin minier, le site no 87 est constitué, sur les territoires de Sains-en-Gohelle et de Bouvigny-Boyeffles, de la cité pavillonnaire no 10,.

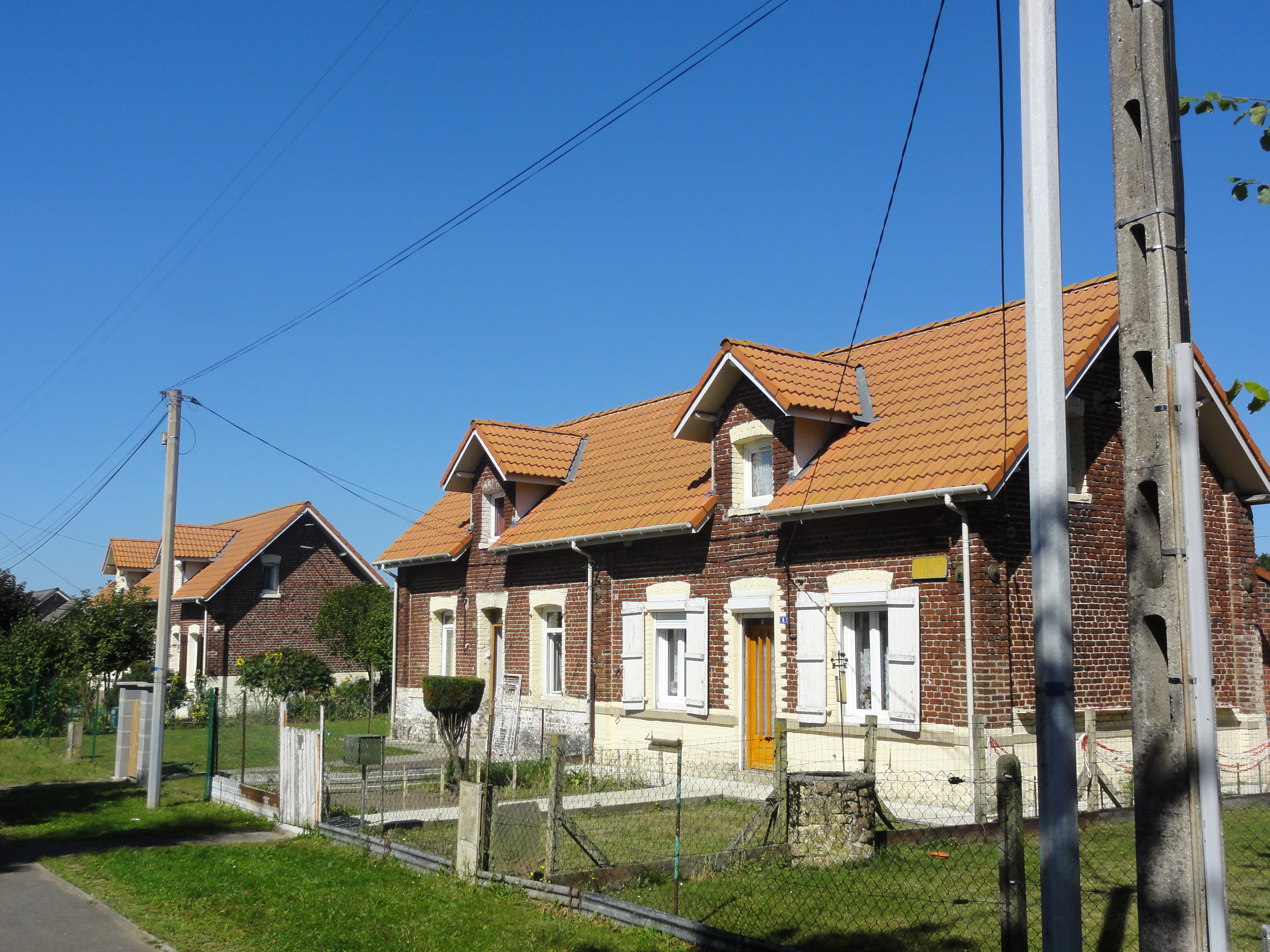
Les cités.
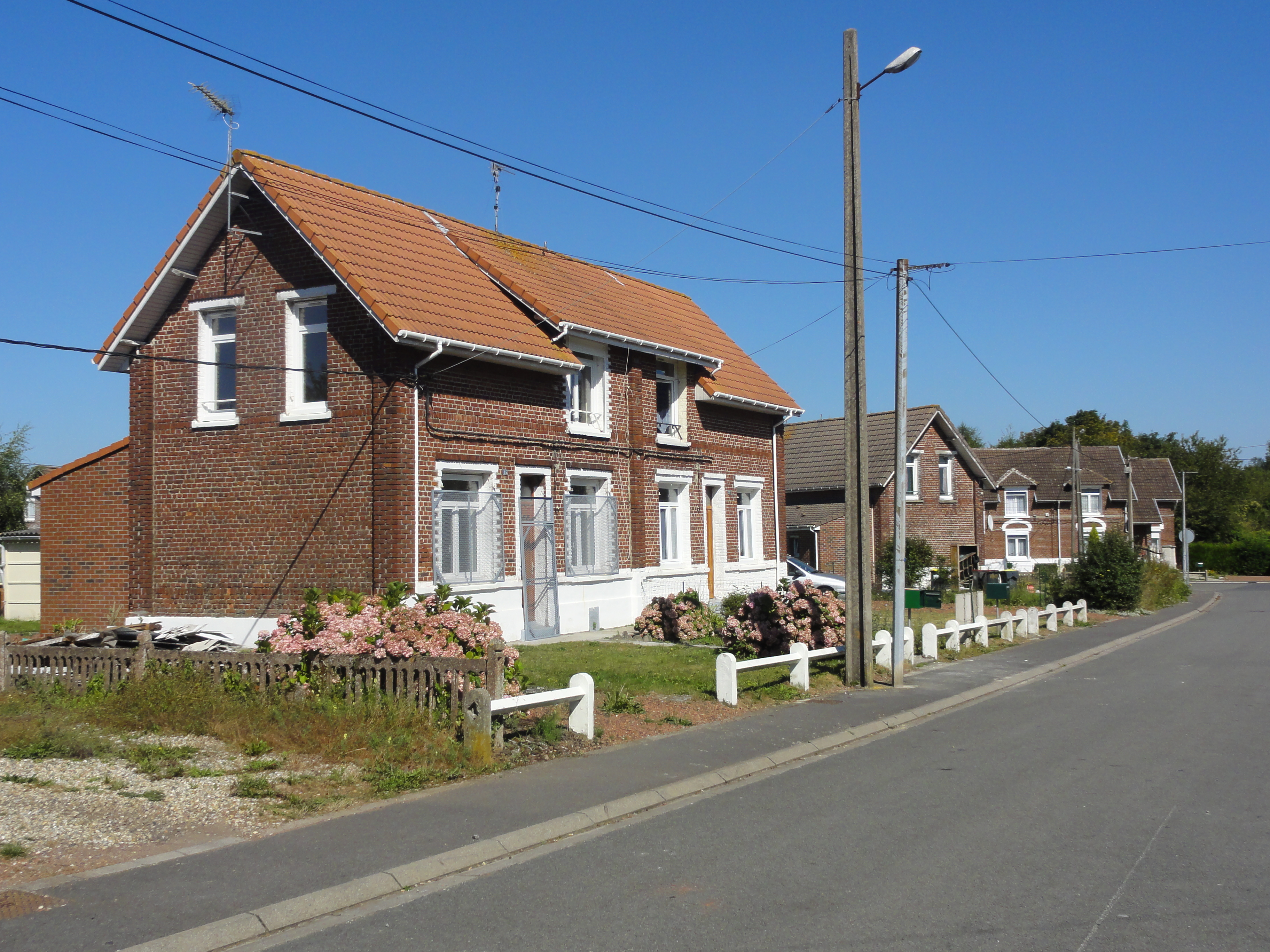
Les cités.
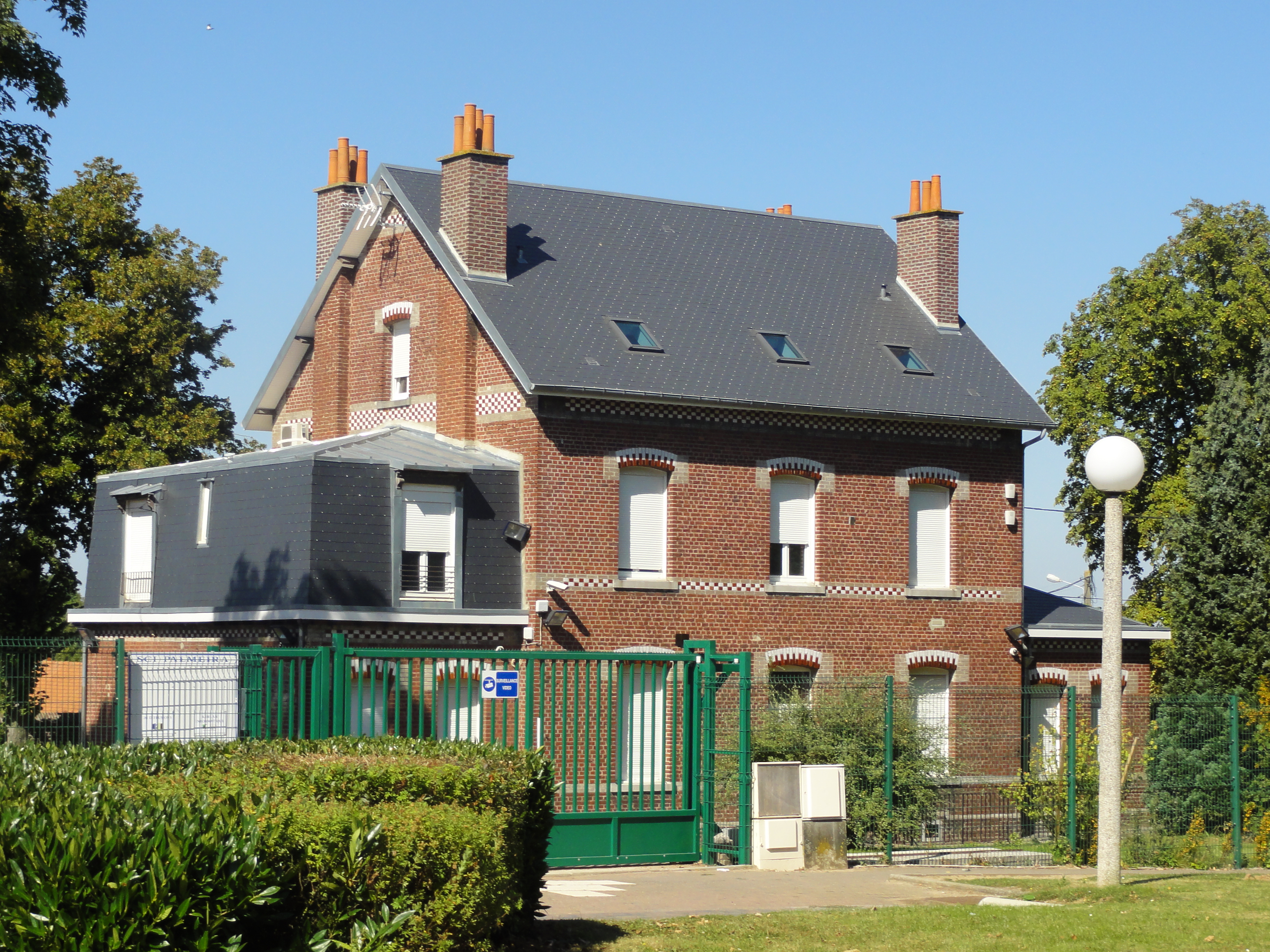
Les cités.

#### Autres lieux et monuments

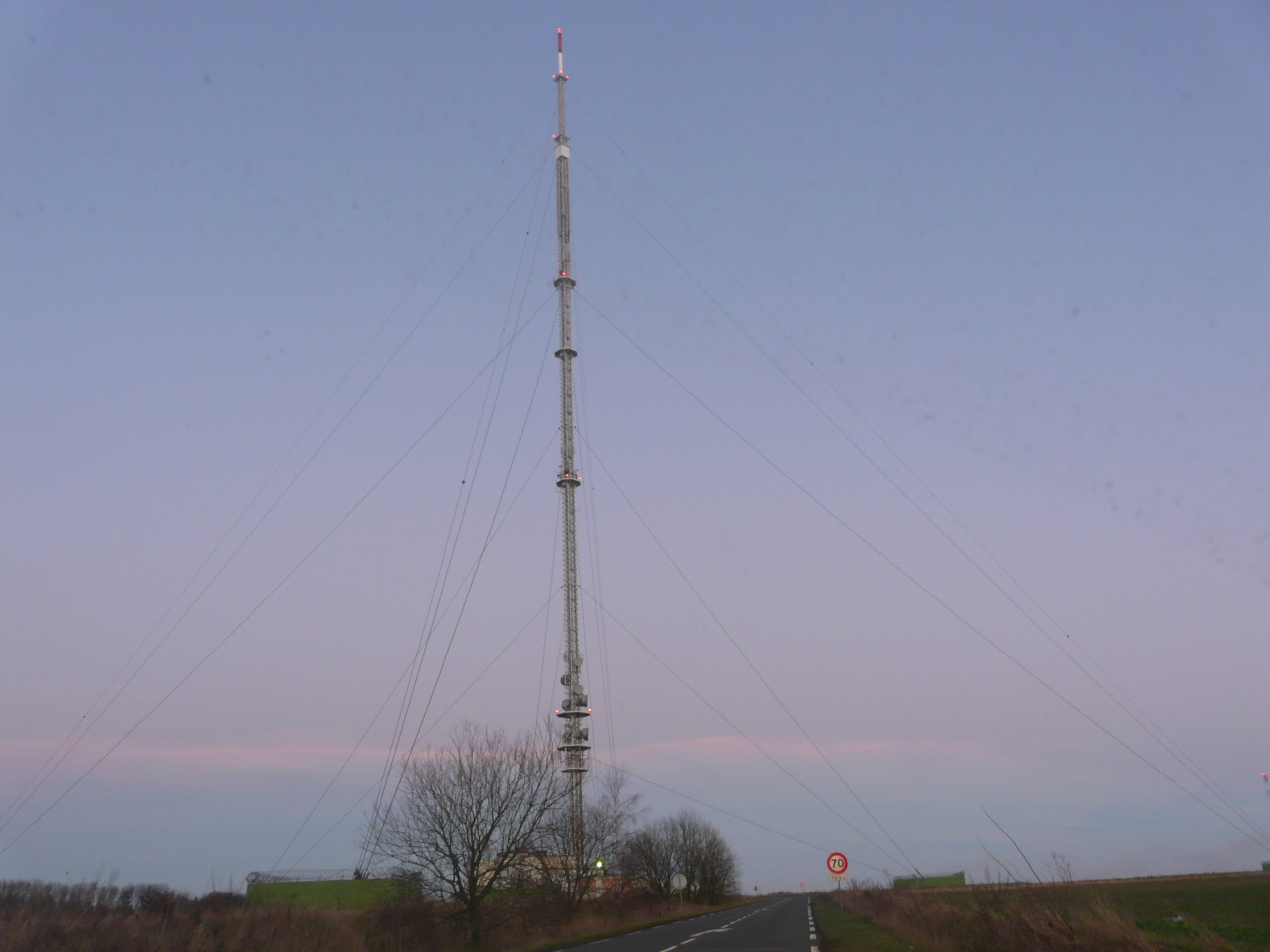
Le mat de l'émetteur.

- L'église Saint-Martin. Cette église fortifiée domine le centre du bourg. Construite vers 1820, son clocher est du XVe siècle. L'une de ses cloches, offerte par le prince de Ghistelles, due au fondeur Regeaud en 1786, et baptisée Philippine-Louise[89], est classée au titre d'objet à l'inventaire des monuments historiques depuis le 20 septembre 1943. On raconte que pendant la fonte, la princesse de Ghistelles a jeté dans le métal des poignées d'écus et l'argent ainsi ajouté donnerait un son particulier à la cloche[90]. Dans cette église, on peut également admirer un panneau en bois peint au XVIe siècle, représentant la déposition du Christ, panneau classé depuis le 21 avril 1975 à l'inventaire des monuments historiques[91].
- Le presbytère fut en partie construit en 1772 dans le style des maisons hollandaises à pignons, puis modifié au XIXe siècle par Alexandre Grigny, architecte diocésain arrageois. Bien que touché par une grosse pièce d'artillerie en 1916, il a bien résisté au temps. La façade est surmontée de la statue de saint Nicolas[92].
- La brasserie-malterie de Boyeffles dite brasserie-malterie Souplet est inscrite à l'inventaire général du patrimoine culturel de la France. Construits dans la deuxième moitié du XIXe siècle, les bâtiments ont été modifiés en 1917. En 1927, la brasserie produisait 20 000 hectolitres de bière de fermentation haute[93].
- Le monument aux morts[94].
- L'ancienne gare de Sains - Bouvigny située sur l'ancienne ligne de Bully - Grenay à Brias.

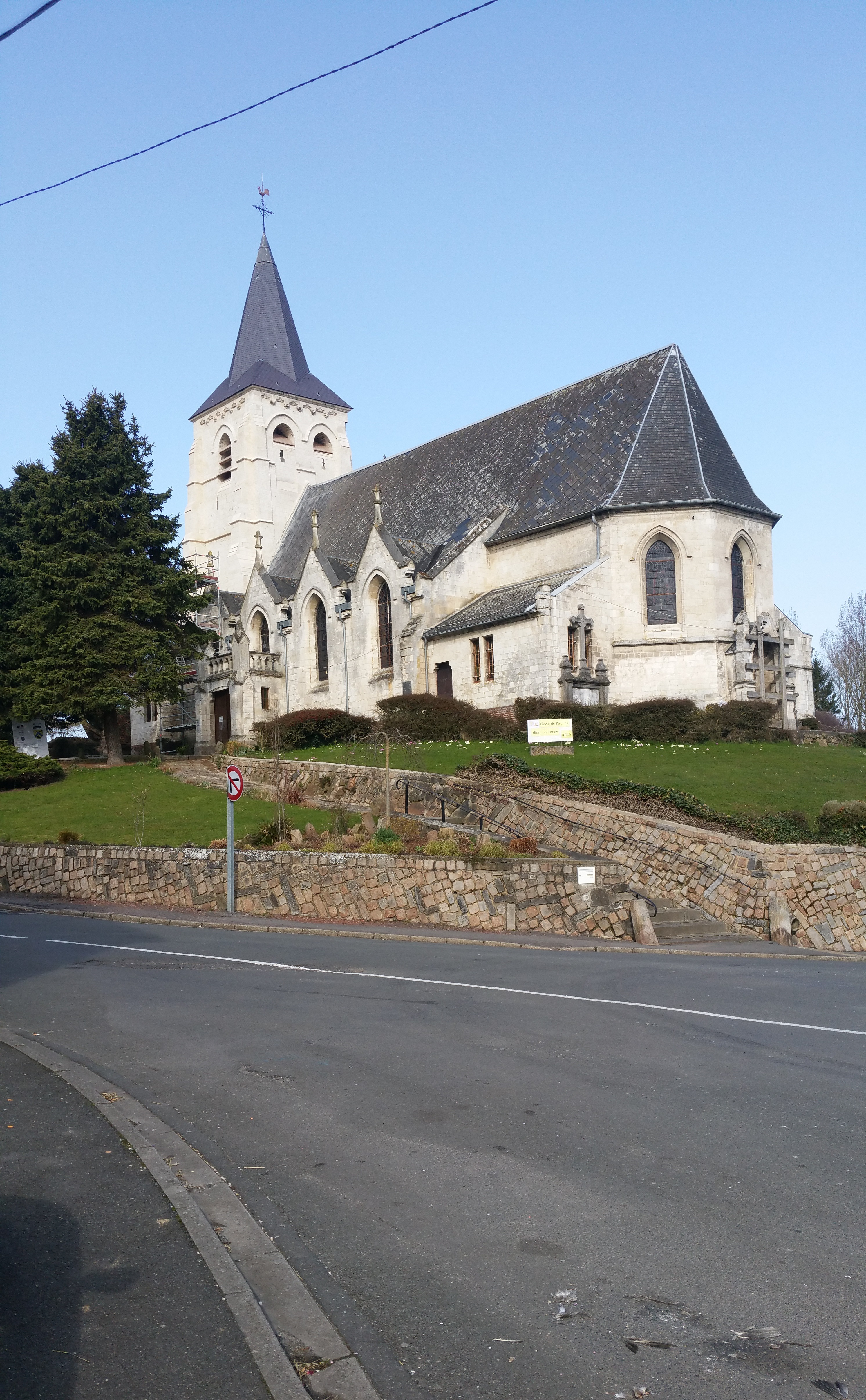
L'église.
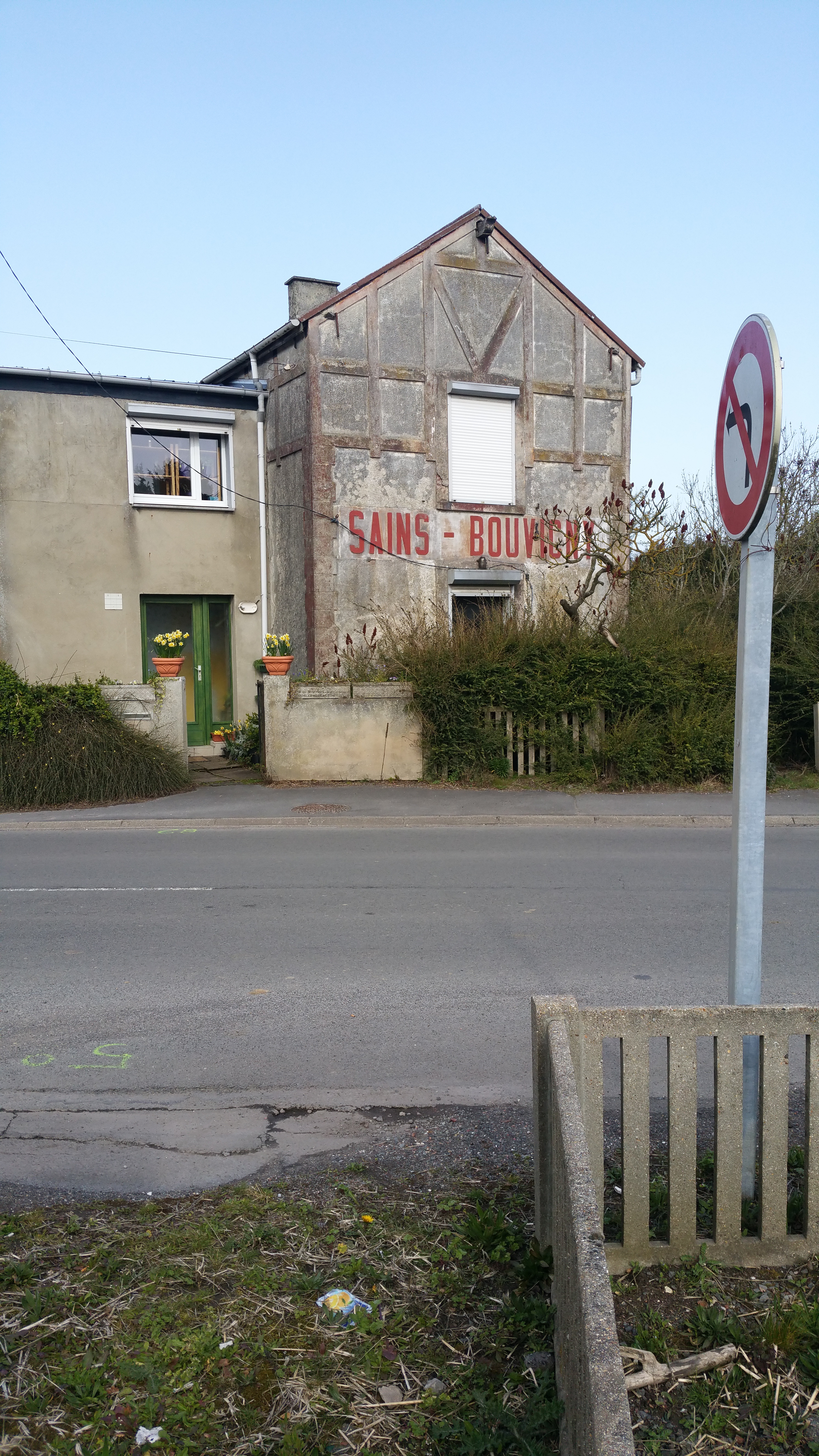
L'ancienne gare.

- Sur le territoire de la commune, à 193 mètres d'altitude, est installé l'émetteur de Bouvigny-Boyeffles[95]. C'est un équipement de radio-diffusion constitué de matériel électronique et d'un mât d'une hauteur de 307 mètres. Cet émetteur est l'un des plus puissants émetteurs de radio-diffusion installé en France. Il couvre une grande partie de la région Nord-Pas-de-Calais.

### Patrimoine culturel
Lors de la ducasse de Boyeffles, le 24 avril 2005, la municipalité baptise Tonton Bouvy, un géant que les enfants des écoles venaient de créer à la demande du comité des fêtes en 2005. Le nom a été choisi en mémoire d'Augustin Bonnel, grièvement blessé dans son moulin qu'il ne voulait pas quitter lors des bombardements de 1916 et qui devait mourir quelques jours plus tard à l'hôpital de Béthune.

### Personnalités liées à la commune
- Ernest Dominique François Joseph Duquesnoy (1749-1795) révolutionnaire français, né à Bouvigny-Boyeffles, frère du général Florent Joseph Duquesnoy.
- Florent Joseph Duquesnoy (1761-1801) - général des armées de la République, né à Bouvigny-Boyeffles, frère du précédent.
- Famille Le Bas - originaire de Bouvigny-Boyeffles avant de s'installer à Frévent.
- Arthur Mayeur (1871-1934) - artiste graveur, né à Bouvigny-Boyeffles, plusieurs fois lauréat du Prix de Rome, section gravure : deuxième second grand prix en 1892, premier second prix de gravure en taille douce en 1894, premier grand prix en taille douce en 1896.
- Mélodie Hurez (1999-), membre de l'équipe de France de football féminin, vice-championne d'Europe en 2011, a joué dans la commune de 2000 à 2003[96].

### Héraldique
| Blason de Bouvigny-Boyeffles | Blason  | D'or au chevron d'azur accompagné de deux huchets de gueules en chef et d'une hure de sanglier contournée de sable, défendue d'argent et lampassée de gueules en pointe. Ornements extérieursCroix de guerre 1914-1918     |
| Blason de Bouvigny-Boyeffles | Détails | Ces armes, dessinées par Henri Mayeur au XXe siècle, sont celles d'une famille Bouvigny, bien qu'il n'y ait aucun lien avéré entre cette famille et le nom de la commune. Le statut officiel du blason reste à déterminer. |

## Pour approfondir